# Щербаков Володимир Васильович
Володимир Васильович Щербаков (26 лютого 1909, місто Юзівка Катеринославської губернії, тепер місто Донецьк — 17 квітня 1985, місто Москва, тепер Російська Федерація) — радянський діяч, 1-й секретар Калінінградського обласного комітету ВКП(б), голова Бюро ЦК ВКП(б) по Литві. Депутат Верховної ради Литовської РСР. Депутат Верховної ради СРСР 3-го скликання. Кандидат економічних наук (1935), доцент (1938), професор (1967).

## Біографія
Народився в родині шахтаря. Під час громадянської війни в Росії виховувався в дитячому будинку. У 1927 році закінчив професійно-технічну школу.
У 1933 році закінчив Харківський інженерно-економічний інститут. У 1933—1935 роках — аспірант Харківського інженерно-економічного інституту.
У 1935—1938 роках — викладач політичної економії Харківського інженерно-економічного інституту. У 1938—1939 роках — доцент кафедри політичної економії Харківського інженерно-економічного та Харківського механіко-машинобудівного інститутів. Обирався секретарем районного комітету ЛКСМУ в місті Харкові; секретарем Харківського міського комітету ЛКСМУ.
Член ВКП(б) з 1939 року.
У 1939—1942 роках — секретар Харківського обласного комітету ЛКСМУ; заступник завідувача відділу пропаганди та агітації ЦК ВЛКСМ у Москві.
У 1942—1943 роках — заступник начальника Політичного управління Народного комісаріату землеробства СРСР.
У червні 1943—1946 роках — відповідальний організатор Управління кадрів ЦК ВКП(б); заступник завідувача відділу кадрів партійних органів Управління кадрів ЦК ВКП(б); завідувач відділу кадрів партійних органів Управління кадрів ЦК ВКП(б).
У березні 1946 — 24 березня 1947 року — голова Бюро ЦК ВКП(б) по Литві.
18 червня 1947 — 4 липня 1951 року — 1-й секретар Калінінградського обласного комітету ВКП(б). Одночасно, з червня 1947 до березня 1950 року — 1-й секретар Калінінградського міського комітету ВКП(б).
У липні 1951 — 1953 року — заступник міністра кінематографії СРСР.
У серпні 1953 — 17 квітня 1985 року — директор, ректор Московського фінансового інституту. З 1967 року — професор кафедри політичної економії Московського фінансового інституту.
Був членом редакційної колегії журналу «Вісник вищої школи», головою Щербаковського районного відділення Всесоюзного товариства «Знання» в Москві.
Помер 17 квітня 1985 року в Москві.

## Основні праці
- Вивезення капіталу в системі імперіалізму. М.: Вища школа, 1966.
- Експорт капіталу за умов подальшого загострення загальної кризи капіталізму. М.: Вища школа, 1981. (у співавторстві)
- Роль банків у посиленні панування фінансового капіталу /За ред. В. Щербакова. М.: Фінанси та статистика, 1985.

## Нагороди
- орден Леніна (8.04.1947)
- орден Вітчизняної війни І ст. (6.11.1945)
- орден Вітчизняної війни ІІ ст. (7.11.1945)
- два ордени Трудового Червоного Прапора
- медаль «За оборону Москви»
- медаль «За доблесну працю у Великій Вітчизняній війні 1941—1945 рр.»
- медаль «За доблесну працю. В ознаменування 100-річчя з дня народження Володимира Ілліча Леніна»
- медалі
- Почесна грамота Президії Верховної ради РРФСР